# ماكس دوريا
ماكس دوريا (بالفرنسية: Max Doria)‏
```
هو 
ممثل
 
فرنسي
، ولد في 
20 نوفمبر
 
1896
 في 
أميان
 في 
فرنسا
، وتوفي في 
19 ديسمبر
 
1989
 في 
يون
 في 
فرنسا
.
```

## وصلات خارجية
- ماكس دوريا على موقع IMDb (الإنجليزية)
- ماكس دوريا على موقع قاعدة بيانات الأفلام السويدية (السويدية)
- ماكس دوريا على موقع قاعدة بيانات الفيلم (الإنجليزية)
- ماكس دوريا على موقع كينوبويسك (الروسية)